# Zastavți, Stara Sîneava
Zastavți (în ucraineană Заставці) este localitatea de reședință a comunei Zastavți din raionul Stara Sîneava, regiunea Hmelnîțkîi, Ucraina.

## Demografie
Componența lingvistică a localității Zastavți
     Ucraineană (98,95%)
     Alte limbi (1,05%)
Conform recensământului din 2001, majoritatea populației localității Zastavți era vorbitoare de ucraineană (98,95%), existând în minoritate și vorbitori de alte limbi.